# 李龍河
李龍河（韓語：리룡하，1947年—2013年11月），出生於咸鏡北道，朝鲜民主主义人民共和国政治人物，官至朝鮮勞動黨中央行政部第一副部長及最高人民會議代議員，也是張成澤的親信。於2013年11月疑因張成澤失勢而被處死。

## 生平
李龍河出生於咸鏡北道，後來在2003年擔任朝鮮勞動黨黃海北道書記。2008年，他當選最高人民會議代議員。2009年，他被提拔為朝鮮勞動黨中央行政部第一副部長，並被張成澤引為己用。2010年11月，朝鲜人民军總政治局局長趙明祿離世時，李龍河成為葬儀委員會的成員之一。2011年，他還隨同金正日考察羊毛廠，又取得「努力英雄」的稱號。2012年3月的婦女節音樂會上，他與太太在金正恩面前獻唱，因而被外間解讀為實權人物。然而，在2013年11月，李龍河和朝鮮勞動黨中央行政部副部長張秀吉突然因腐敗和反黨罪名而被處死，分析相信這與其上司張成澤失勢有關。